# Drums and Guns
Drums and Guns — восьмой студийный альбом американской инди-рок-группы Low. Он был выпущен 20 марта 2007 года на лейбле Sub Pop. Это второй альбом, который они записали с продюсером Дэйвом Фридманом (ранее он работал над The Great Destroyer). Альбом был частично вдохновлен войной в Ираке.
Музыкант Стив Эйди исполнил песню «Murderer» на своем альбоме 2017 года Do Me a Kindness.
Альбом получил в целом положительные отзывы от современных музыкальных критиков. Согласно агрегатору рецензий Metacritic, Drums and Guns получил «всеобщее признание».

## Отзывы
| Совокупная оценка | Совокупная оценка |
| Источник          | Оценка            |
| ----------------- | ----------------- |
| Metacritic        | 81/100            |
| Оценки критиков   |                   |
| Источник          | Оценка            |
| AllMusic          | [ 1 ]             |
| The A.V. Club     | A–                |
| Mojo              | [ 4 ]             |
| NME               | 7/10              |
| Pitchfork         | 8.1/10            |
| PopMatters        | 8/10              |
| Q                 | [ 8 ]             |
| Stylus            | A–                |
| Tiny Mix Tapes    | [ 10 ]            |
| Uncut             | [ 11 ]            |

Альбом получил в целом положительные отзывы от современных музыкальных критиков. Согласно агрегатору рецензий Metacritic, Drums and Guns получил «всеобщее признание», основываясь на средневзвешенной оценке 81 из 100 из нескольких оценок критиков.
Хизер Фарес из AllMusic отметил, что «Резкий отход от относительно солнечного звучания The Great Destroyer, Drums and Guns, как следует из названия, вдохновлен войной в Ираке. Верные духу других работ Low, возмущение и сожаление, выраженные в этих песнях, столь же вневременны, сколь и своевременны. Они сокрушаются о том, что война все еще существует, в той же мере, в какой они касаются этой конкретной войны. И хотя эмоции и тексты Drums and Guns сложны, их звучание часто разрушительно свободно и просто. Трудно поверить, что над этим альбомом, как и над The Great Destroyer, группа работала с Дэвидом Фридманом - если тот альбом был пышным и переполненным звуками, то звучание Drums and Guns сырое и ограничено лишь несколькими ключевыми звуками, подчеркивающими его темы. Уместно сказать, что большую часть альбома занимает перкуссия; будь то боевой и джазовый ритм «Sandinista» или мрачный, почти индустриальный стук «Dragonfly», такой подход делает песни интимными, мощными и уникально современными. Несмотря на все яркие моменты, это легко и понятно - самый мрачный альбом Low со времен Trust. Однако, в отличие от того альбома, Drums and Guns никогда не кажется затянутым своей тяжелой темой. Это тонкая, мощная работа, и даже если это не один из самых приятных на первый взгляд сборников песен Low, он определенно один из самых необходимых».

## Список композиций
| №   | Название             | Длительность |
| --- | -------------------- | ------------ |
| 1.  | «Pretty People»      | 3:01         |
| 2.  | «Belarus»            | 3:17         |
| 3.  | «Breaker»            | 2:53         |
| 4.  | «Dragonfly»          | 3:44         |
| 5.  | «Sandinista»         | 2:22         |
| 6.  | «Always Fade»        | 3:57         |
| 7.  | «Dust on the Window» | 4:12         |
| 8.  | «Hatchet»            | 2:18         |
| 9.  | «Your Poison»        | 1:13         |
| 10. | «Take Your Time»     | 4:18         |
| 11. | «In Silence»         | 2:46         |
| 12. | «Murderer»           | 3:43         |
| 13. | «Violent Past»       | 3:38         |

## Чарты
| Чарт (2007)                          | Высшая позиция |
| ------------------------------------ | -------------- |
| Бельгия (Flanders, Ultratop 50)      | 60             |
| Ирландия (IRMA)                      | 54             |
| Италия (FIMI)                        | 68             |
| США Billboard 200                    | 196            |
| США Billboard Top Heatseekers        | 8              |
| США Billboard Top Independent Albums | 26             |